# Glocke (La Flotte)

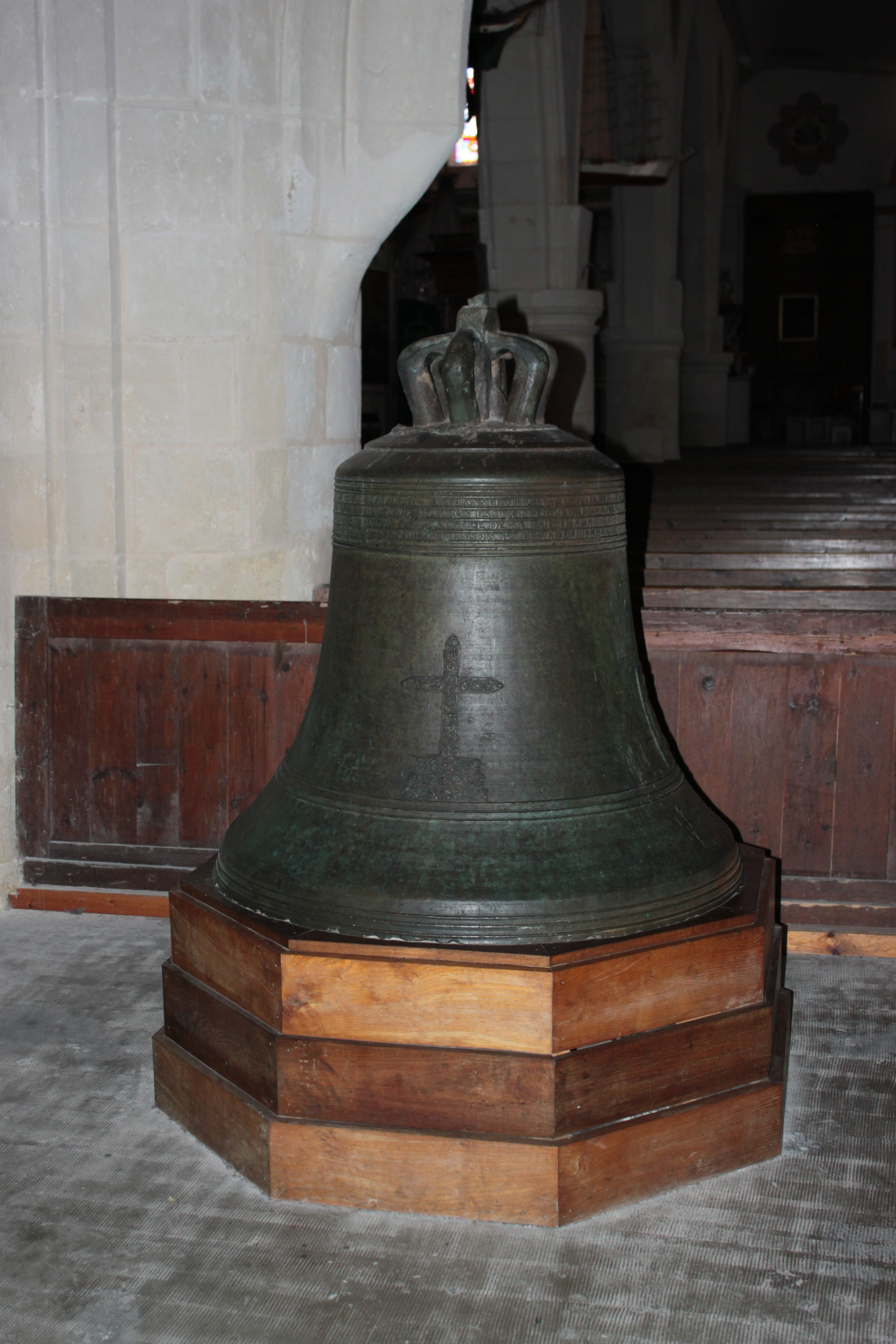
Glocke in La Flotte

Die Glocke in der Kirche Ste-Catherine in La Flotte, einer französischen Gemeinde im Département Charente-Maritime der Region Nouvelle-Aquitaine, wurde 1642 gegossen. Die 1,23 Meter hohe Kirchenglocke aus Bronze ist seit 1942 als Monument historique klassifiziert. 
Die Glocke, die wegen einer Beschädigung seit 1955 im Kirchenschiff steht, ist mit einem Kreuz und einer Inschrift geschmückt.